# دسمدیوم کاداتام
دسمدیوم کاداتام (نام علمی: Desmodium caudatum) نام یک گونه از تیره باقلاییان است.